# 1. tujski padalski polk
1. tujski padalski polk (izvirno francosko 1er Régiment Étranger de Parachutistes; kratica: 1er REP) je bil padalski polk Francoske tujske legije.

## Zgodovina
Polk je bil zaradi sodelovanja v alžirskem puču leta 1961 razpuščen.